# Oberaarhorn
O Oberaarhorn (em português:  pico Oberaar) é uma montanha dos Alpes Berneses, na fronteira entre os cantões de Valais e Berna, na Suíça. O seu cume, com 3629 m de altitude, é a tríplice fronteira entre as bacias do glaciar Fiesch,  do glaciar Unteraar e do glaciar Oberaar.

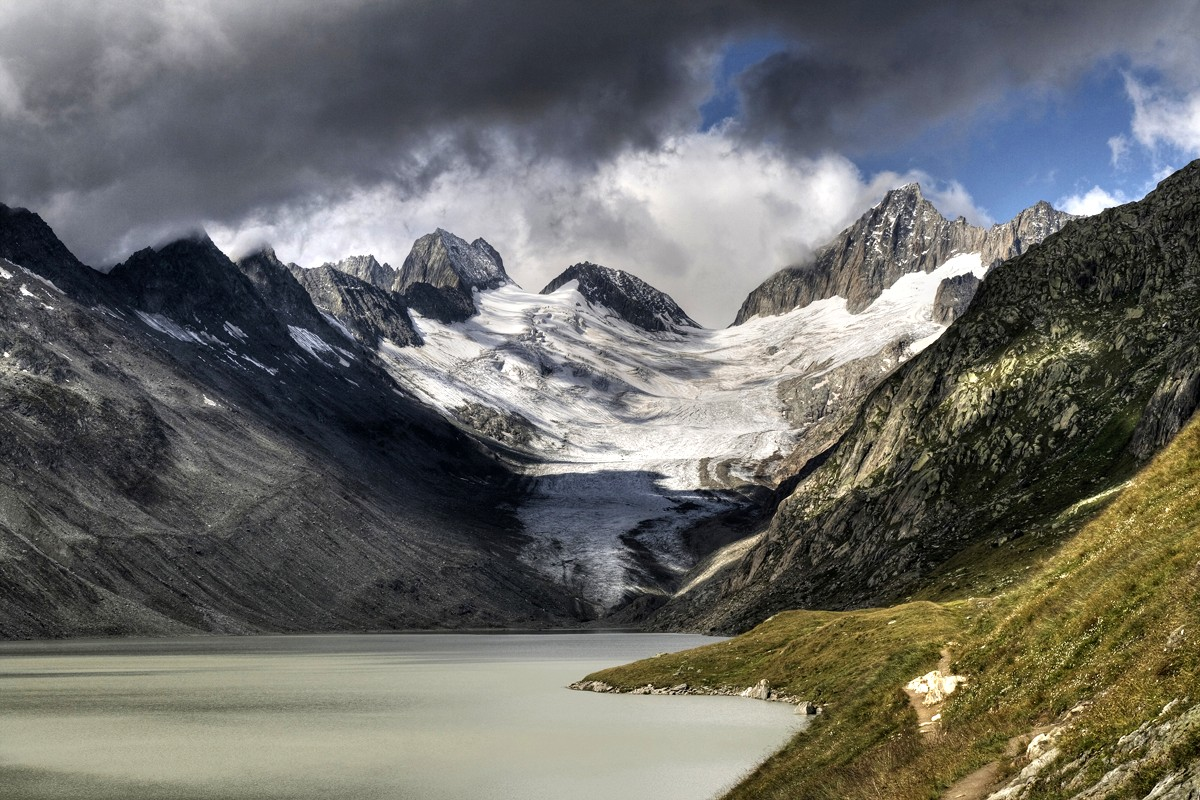
O Oberaarhorn, à direita, visto do lago Oberaar

.